# Lasiochilus decolor
Lasiochilus decolor är en insektsart som först beskrevs av White 1879.  Lasiochilus decolor ingår i släktet Lasiochilus och familjen näbbskinnbaggar. Inga underarter finns listade i Catalogue of Life.